# Ревере
Рѐвере (на италиански: Revere, на местен диалект: Révar, Ревар) е малко градче в Северна Италия, община Борго Мантовано, провинция Мантуа, регион Ломбардия. Разположено е на 16 m надморска височина.